# 勝村美香
勝村 美香（かつむら みか、1980年5月31日 - ）は、日本の元女優。旧芸名は奥山 千世（）。
茨城県水戸市出身。アスタリスクに所属していた。

## 来歴
地元で舞台活動を始め、中学卒業後に上京。1997年に奥山千世の芸名で映画『バウンス ko GALS』でデビュー。一度半年ほど故郷に帰ったこともあったが、その後現在の名前で復帰し女優、タレントとして活躍。
2000年から2001年までに放送された、スーパー戦隊シリーズ『未来戦隊タイムレンジャー』でユウリ / タイムピンク 役を演じ、知名度を得た。
2001年に公開された自主制作連続ドラマ『演じ屋』へ参加。『タイムレンジャー』で共演した倉貫匡弘と笠原紳司と再共演を果たす。
2004年から2005年までに放送された、バラエティ番組『メンB』にレギュラー出演。
2006年1月17日に友井雄亮と結婚。同年8月7日に女児を出産。結婚発表後から産休に入っていたが、2007年3月31日、所属事務所ヴァーサタイルエンタテインメントを辞め、当面は育児に専念することを発表したものの2008年に友井雄亮と離婚。
2008年10月より芸能活動を再開し、アスタリスクに所属。2014年、アスタリスクを退所し、芸能界を引退。
趣味は読書、散歩。特技は書道（十段）、アクション、歌。

## 作品

### ビデオ・DVD
- 海行こう恋しよう（2000年、英知出版）※ビデオのみ
- First Date（2000年、ポニーキャニオン）
- Floating（2001年、ラインコミュニケーションズ）
- Strange fruit（2001年、KSS）
- スーパーヒロイン図鑑 IV（2002年、東映ビデオ）※DVDのみ
- MIKITA（2005年、ビーエムドットスリー）※DVDのみ

### 写真集
- 初恋（1997年、パパラブックス） ※奥山千世名義
- RELAX（2000年、英知出版） ISBN 4-7542-1242-8
- Strange fruit（2001年、KSS） ISBN 4-87709-549-7 ※ビデオと同時発売

### 関連書籍
- 東映特撮ヒロイン写真集Pink（2004年、徳間書店） ISBN 4-19-730108-1 ※タイムピンク・ユウリとして

## 出演

### テレビドラマ
- 女たちの帝国（1997年、NHK総合）
- 徳川慶喜 第6話（1998年、NHK） - さくらこ 役
- 美少女H3 少女たちの異常体験 第2作「アナタハダレ?」（1999年、フジテレビ）主演
- 未来戦隊タイムレンジャー（2000年 - 2001年、テレビ朝日） - ユウリ / タイムピンク 役
- おみやさん2 第7話（2003年、テレビ朝日） - 水野紀子 役
- 仮面ライダー555 第1～3話（2003年、テレビ朝日） - 千恵 役
- 少女MISAKI（2003年、テレビ東京）
- 考古の法廷（2003年、サイエンスチャンネル） - 主役・美咲
- はみだし刑事 情熱系PART8 第4話（2004年、テレビ朝日） - 市ノ瀬麻衣 役
- 土曜ワイド劇場 検事・朝日奈耀子 - 大山サユリ 役
  - 検事・朝日奈耀子2 東京―伊豆稲取温泉時間差13分の完全犯罪トリック!（2004年、テレビ朝日）
  - 検事・朝日奈耀子3 娘を8年間奪われた母･心臓停止55分前!（2004年、テレビ朝日）
  - 検事・朝日奈耀子4 函館立待岬 北の殺人物語･3つの殺人で1つの死体!?（2006年、テレビ朝日）
- 土曜ワイド劇場 黒革の手帖スペシャル～白い闇（2005年） - ホテルの従業員 役
- 火曜サスペンス劇場 警視庁鑑識班19（2005年） - 田原聡美 役

### バラエティ番組
- メンB（2004年 - 2005年、日本テレビ）

### 映画
- バウンス ko GALS（1997年、松竹富士）
- 実録・安藤昇侠道（アウトロー）伝 烈火（2002年、東映） - 明香 役
- 演じ屋シリーズ全9作（2001年 - 2003年、主力舎） - 秋吉明香 役
- 新・影の軍団 （2003年、シネマパラダイス） - 朝露姫 役
  - 序章 伊賀対甲賀対風魔
  - 第二章
- NOEL（2003年、ギャガ・コミュニケーションズ）
- HEAT-灼熱-（2003年、ケイエスエス） - 朴新子 役
- フィールズ・エンジェル（2004年、マジカル） - 沢口涼子 役
- さむがりやのサンタクロース（2004年、バーン） - お姉さん 役
- パセリ（2005年、アートポート） - 小宮恵 役
- 蒼箏曲（2012年） - 主演・静 役

### ビデオ・DVD
- スーパー戦隊シリーズ
  - 「未来戦隊タイムレンジャースーパービデオ最強ヒーロー全ひみつ」（2000年） - ユウリ 役
  - 未来戦隊タイムレンジャーVSゴーゴーファイブ（2001年・2002年、東映ビデオ） - ユウリ / タイムピンク 役 ※2001年にビデオ、2002年にDVDを発売
- ウルトラセブン誕生35周年“EVOLUTION”5部作（2002年、バップ） - キサラギ・ユキ 役
- シスターBOMBER!（2002年、バップ） - ユウカ 役 ※Yahoo!BBブロードバンドシネマ
- JINGI 仁義32 裏切りの代償（2002年、フルメディア） - ミズキ 役
- 鬼哭（2004年、松竹） - ソノミ 役
- 最強獣誕生 ネズラ -NEZULLA-（2002年、ハピネット・ピクチャーズ） - 洋子 役
- 姫 HIME (1) 愛しすぎる女 第1話「試す女」（2003年、ジャパンホームビデオ） - 落合有香 役
- 切なく泣ける「恐い話」（2004年、ジェネオンエンタテインメント） - 春菜麻衣子 役
- MURAMASA ムラマサ 一の章・二の章（2004年、松竹） - 真田幸子 役
- 妖刀ムラマサの怨念（2005年、松竹）
- 警視庁特別調査課 マーダーファイル 津山30人殺しを追え!（2005年、かまいたち）

### CM
- ジョンソン・エンド・ジョンソン ベビーローション、ジョンソンベビー（1997年）
- 恵比寿ガーデンクリニック（1999年）
- U-CAN（2004年）
- 大正製薬 アイリスNeo（2005年）
- 興和 ウナコーワ虫よけ当番（2013年）

### PV
- フジファブリック 茜色の夕日（2005年）

### 舞台
- ごっくんカフェ（2003年） - 桜田門亜里抄 役

## 音楽
- あいたいよ（2000年）
『タイムレンジャー』挿入歌。同番組挿入歌シングル「OK!タイムロボ!!」（2000年）のCW、アルバム『未来戦隊タイムレンジャー ソング・コレクション1』（2000年）、スーパー戦隊シリーズのオムニバスアルバム『桃色闘志 スーパー戦隊 ヒロインソング パーフェクトコレクション』（2001年）に収録。